# Per Holmberg (ekonom)
Per Harald Axel Holmberg, född 24 december 1925 i Hedvig Eleonora församling, Stockholm, död 22 juni 1995 i Sofia församling, Stockholm, var en svensk LO-ekonom.
Holmberg, som var son till handelsresande Harald Eugén Holmberg och Karin Julia Möller, avlade filosofie kandidatexamen, var under några år verksam hos Svenska Landstingsförbundet och anställdes 1955 som lönestatistiker på Landsorganisationens (LO) utredningsavdelning. Han var huvudsekreterare i den under åren 1965–1971 genomförda statliga Låginkomstutredningen. Han var därefter bland annat universitetslektor vid socialhögskolan i Stockholm och utbildare vid Kooperativa Förbundets skola, Vår Gård.